# Albin 21
Albin 21 är en motorbåtsmodell, byggd mellan 1970 och 1973 i Kristinehamn av Albin Marin. Den är 6,30 meter (21 fot) lång, 2,30 bred med ett djupgående på 65 cm. Konstruktör var Per Brohäll. Antal producerad: 217 st.